# Karol Mičieta
Karol Mičieta (* 19. listopadu 1952 Žilina) je slovenský botanik a vysokoškolský učitel, v letech 2011 až 2019 rektor Univerzity Komenského v Bratislavě.

## Život
Narodil se v listopadu 1952 v Žilině. V roce 1976 absolvoval studium botaniky na Přírodovědecké fakultě Univerzity Komenského v Bratislavě a získal magisterský titul. O dva roky později zde získal titul doktora přírodních věd. V roce 1980 získal titul kandidáta věd, přičemž v roce 1981 začal na své alma mater pracovat. V roce 1995 se stal vedoucím Katedry botaniky PriF UK a v roce 1998 se habilitoval v oboru botanika. V roce 2007 byl jmenován profesorem v oboru všeobecná ekologie, ekologie jedince a populace. V letech 2002 až 2011 byl předsedou akademického senátu Univerzity Komenského. V únoru 2011 se stal rektorem Univerzity Komenského, když ve funkci nahradil Františka Gahéra. V úřadu působil po dvě funkční období do ledna 2019, když jej ve funkci vystřídal Marek Števček.
Je ženatý, jeho ženou je geografka Eva Mičietová.